# Grobnik (Pićan)
 Grobnik  (olaszul: Grobenico dei Carnelli) falu Horvátországban, Isztria megyében. Közigazgatásilag Pićanhoz tartozik.

## Fekvése
Az Isztriai-félsziget keleti felén, Pazintól 14 km-re keletre, községközpontjától 8 km-re északkeletre fekszik.

## Története
A településnek 1857-ben 172, 1910-ben 128 lakosa volt. Az első világháború után Olaszország része lett, majd a második világháborút követően Jugoszláviához csatolták. Jugoszlávia felbomlása után 1991-ben a független Horvátország része lett. 1993-ig Labin községhez tartozott, azóta Pićan község része. A falunak 2011-ben 15 lakosa volt.

## Lakosság
| Lakosság változása | Lakosság változása | Lakosság változása | Lakosság változása | Lakosság változása | Lakosság változása | Lakosság változása | Lakosság változása | Lakosság változása | Lakosság változása | Lakosság változása | Lakosság változása | Lakosság változása | Lakosság változása | Lakosság változása | Lakosság változása |
| ------------------ | ------------------ | ------------------ | ------------------ | ------------------ | ------------------ | ------------------ | ------------------ | ------------------ | ------------------ | ------------------ | ------------------ | ------------------ | ------------------ | ------------------ | ------------------ |
| 1857               | 1869               | 1880               | 1890               | 1900               | 1910               | 1921               | 1931               | 1948               | 1953               | 1961               | 1971               | 1981               | 1991               | 2001               | 2011               |
| 172                | 178                | 132                | 140                | 142                | 128                | 0                  | 162                | 101                | 91                 | 70                 | 42                 | 32                 | 21                 | 17                 | 15                 |

## Nevezetességei
Mihály arkangyal tiszteletére szentelt temploma a temetőben áll. Építési ideje nem ismert. 2010-ben kívül és belül is teljesen megújították és új tetőzetet kapott. Négyszög alaprajzú, egyhajós épület, négyszögletes csúcsíves szentéllyel, homlokzata előtt előcsarnokkal. Oltárán a sátánt legyőző Szent Mihály szobra áll.